# تجربه مدرنیته
تجربهٔ مدرنیته (هر آنچه سخت و استوار است دود می‌شود و به هوا می‌رود) (به انگلیسی: All That Is Solid Melts Into Air; Experience Of Modernity)، نام کتابی  از مارشال برمن است که  به بررسی تأثیرات اجتماعی، هنری و سیاسی مدرنیته در جوامع مختلف می‌پردازد.

## خلاصه[۲]
در فصل اول کتاب به تأثیر روند مدرنیزاسیون بر فاوست گوته می‌پردازد. شخصیت فاوست گوته نمونهٔ یک توسعه‌گراست که برای توسعه و پیشرفت، مجبور است تراژدی بیافریند.
در فصل دوم برمن با بررسی مانیفست کمونیست مارکس، به وجه خودمخرب مدرنیزاسیون توجه می‌کند. وی با نقل عباراتی از مانیفست کمونیست که در آن مارکس به تجلیل از بورژوازی می‌پردازد نشان می‌دهد که چگونه بورژوازی رسالت تاریخی مهمی در روند پیشرفت بشریت را ایفا می‌کند.
در فصل سوم با شعرهای شاعر فرانسوی، شارل بودلر مواجه می‌شویم. به خصوص شعرهای وی در مورد بلوارها و خیابانهای مدرن.
در فصل چهارم برمن به نوع خاصی از مدرنیسم که برمن آن را مدرنیسم توسعه‌نیافتگی می‌نامد، می‌پردازد. این مدرنیزاسیون از بالا، با نمونهٔ بارز آن یعنی شهر پترزبورگ و بولوار نووسکی و نقش آن دو در ادبیات روسیه (پوشکین، نیکولای گوگول، بیلی، داستایوسکی و ماندلشتام) معرفی می‌شود.
در فصل پنجم مارشال برمن به تأثیرات مخرب مدرنیزاسیون بر شهر نیویورک و به خصوص محلهٔ برونکس که محل زندگی دوران کودکی خود برمن است، می‌پردازد.
در مجموع کتاب بینشی بسیار عالی از تأثیر مدرنیزاسیون بر فرهنگ به دست می‌دهد.